# Khabaz
Khabaz (en rus: Хабаз) és un poble de Kabardino-Balkària, a Rússia, que el 2019 tenia 1.693 habitants. Pertany al districte rural de Zalukókoaje.